# Mini 4WD

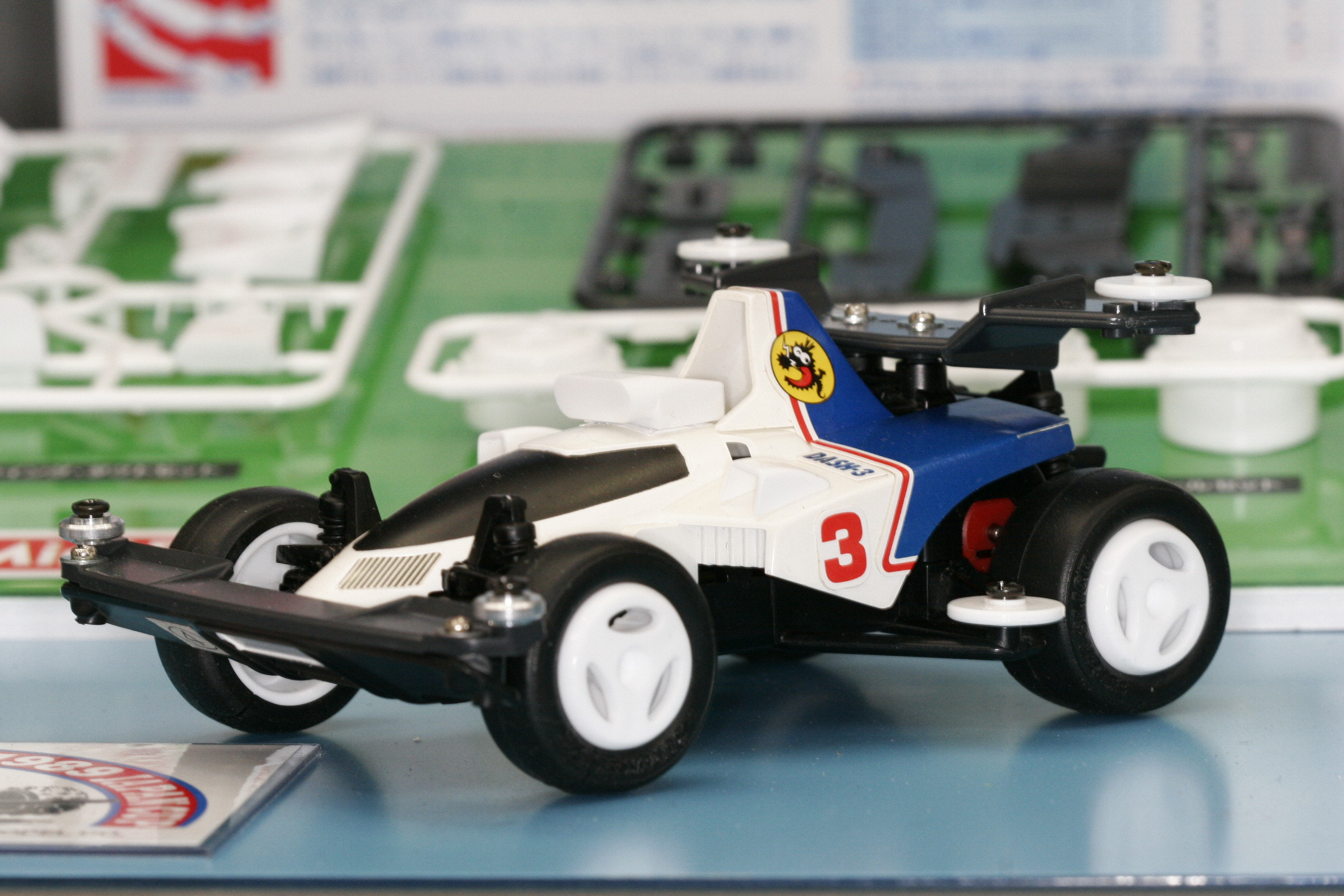
Shooting Star: Mini 4WD da série Racing

Um mini 4WD (Em japonês: ミニ四駆  "Mini yonku") ou mini 4x4 (Quatro-por-quatro) é um auto-modelo de plástico escala 1:32, movido à pilhas, que não usa controle remoto. Os quatro pneus de borracha giram, por isso o nome 4WD (Four Wheel Drive). Rolamentos (Também chamados de "rodas-guias" [carece de fontes?]) nas laterais seguram o veículo contra as paredes verticais da pista, possibilitando-o atingir uma velocidade muito alta comparando com carros de controle remoto ou tipo autorama. Os mini 4WD foram criados no Japão pela fabricante de modelos de plástico Tamiya  e embora sejam mais populares na Ásia, possuem vendas consideráveis em países como: Estados Unidos, Canadá, Itália entre outros.